# Tupolev Tu-116
Il Tupolev Tu-116 (in cirillico Туполев Тy-116) - è un velivolo da trasporto civile a lungo raggio, sviluppato in Unione Sovietica negli anni cinquanta espressamente concepito per il trasporto di personalità pubbliche.
Sviluppato dal bombardiere strategico Tupolev Tu-95, era un quadrimotore turboelica con ala a freccia.

## Sviluppo
Il progetto del Tupolev Tu-116 nacque sulla base della necessità di fornire al Presidente dell'Unione delle Repubbliche Socialiste Sovietiche un mezzo di trasporto prestigioso con il quale presentarsi all'Assemblea generale delle Nazioni Unite.
In particolare tale necessità apparve molto pressante nella seconda metà degli anni cinquanta quando, in epoca di disgelo fra le grandi potenze, era chiaro che tale opportunità si sarebbe presto presentata.
A quel tempo, infatti, il velivolo di maggior prestigio era il nuovo jet Tupolev Tu-104, ma non era dotato dell'autonomia necessaria per raggiungere New York, analogamente all'Ilyushin Il-14 che, per di più, non era ritenuto adatto a rappresentare il prestigio dell'Unione Sovietica in campo internazionale.
Nel mese di agosto del 1955 il Consiglio dei ministri emanò la specifica che avrebbe dato vita al Tupolev Tu-114 (anch'esso da realizzare sulla base del Tu-95) ma già nella primavera successiva, alla luce dei molti impegni dell'OKB di Tupolev sui progetti militari e nel timore che tale progetto non fosse realizzato per tempo, venne individuata una soluzione intermedia: due Tu-95 in fase di costruzione negli impianti di Kujbyšev vennero impiegati per la realizzazione di due velivoli da trasporto da completare con urgenza e da utilizzare nel caso in cui il Tu-114 non fosse stato operativo per tempo.
Il lavoro di trasformazione, svolto sotto la guida di Nikolai Bazenkov (un altro degli ingegneri facenti capo all'OKB 156), venne ultimato nella primavera del 1958 e nel mese di aprile effettuò un volo dimostrativo non-stop da Mosca a Irkutsk e ritorno: dopo aver coperto la distanza di circa 8 500 km venne calcolato che nei serbatoi era rimasto carburante per altri 2 000 km circa.

## Descrizione tecnica
In sostanza il Tu-116 non era altro che una riproposizione della cellula del Tu-95, al quale erano state tolti gli equipaggiamenti militari e nel quale (in luogo dei vano bombe) erano stati ricavate due diverse sezioni destinate al trasporto dei passeggeri, destinate ad ospitare il passeggero di spicco (nelle intenzioni, appunto, il Premier dell'Unione Sovietica), la delegazione che lo accompagnava e (eventualmente) anche la scorta armata.
Nella fusoliera erano ricavati servizi igienici (accessibili dai vani passeggeri, dotati di divani letto) e guardaroba; l'accesso al velivolo (e la relativa discesa) erano assicurati da una scala apposita che rendeva indipendente il velivolo dalle dotazioni dell'aeroporto di destinazione (anche in relazione alle dimensioni fuori standard dell'aereo medesimo).
Restava inalterata la struttura del velivolo: in particolare venivano riproposta l'ala a freccia (con i suoi 35°) e la motorizzazione affidata a 4 turboeliche Kuznetsov NK-12MV da 15 000 hp, ciascuna azionante una coppia di eliche quadripala, controrotanti.

## Impiego operativo
Il Tu-116 non ebbe un'intensa vita operativa: Nikita Sergeevič Chruščёv utilizzò il prototipo del Tu-114 per raggiungere New York per partecipare all'Assemblea Generale dell'ONU, relegando ad un ruolo secondario (e scarsamente documentato) l'impiego dei due soli esemplari realizzati.

## Utilizzatori

### Militari
Unione Sovietica
- Sovetskie Voenno-vozdušnye sily

### Civili
Unione Sovietica
- Aeroflot